# Air Djibouti
Air Djibouti (также известная как Red Sea Airlines) — главная авиакомпания Джибути. Первый полёт авиакомпании состоялся в 1963 году, но компания прекратила операции в 2002 году. В 2015 году, авиакомпания была перезапущена в качестве грузовой авиакомпании, а в 2016 году компания также стала принимать пассажиров. Офис компании находится в городе Джибути.

## История

### Air Djibouti (1963—1970)
Air Djibouti начала своё существование под именем Compagnie Territoriale de Transports Aériens de la Cote Française des Somalis (на рус. Территориальная автотранспортная компания Французского берега Сомали) в апреле 1963 года с главой в качестве Б. Астрода, который управлял службой медицинских перелётов на Мадагаскаре и верил, что Джибути сможет взять на себя авиалинию, и что это поднимет экономику региона. Операции компании начались в апреле 1964 года. У компании во владении были Bristol 170, De Havilland Dragon Radipe и два Beechcraft Model 18. Компания обслуживала аэропорты Дикиля, Обока и Таджуры. Новый самолёт в виде Douglas DC-3 помог компании освоить новые пути, между Дыре-Дауа и Аденом, между Аддис-Абебой и Таизом. Успешность авиакомпании подтолкнула её купить еще пять самолётов Douglas DC-3 у Air Liban, и эти самолёты быстро заменили собой маленькие самолёты. Доходы компании также приходили от перевозки почты, официальных лиц государства и паломников-мусульман. В 1969 году был куплен пятиместный самолёт Aérospatiale Alouette III.

### Air Djibouti-Red Sea Airlines (1971—2002)

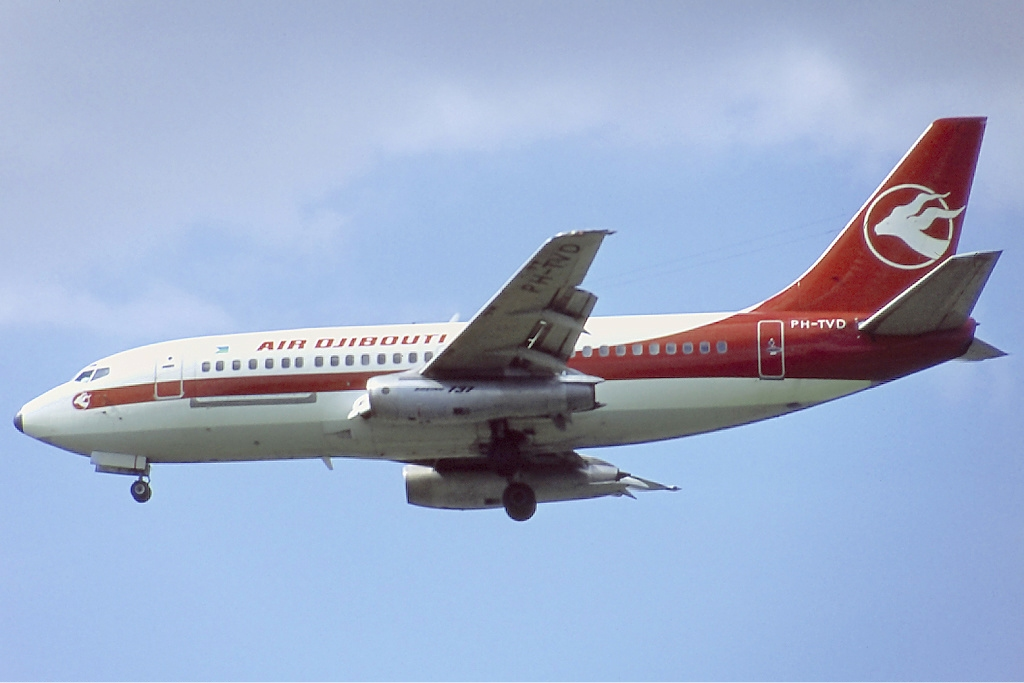
Boeing 737-200 авиакомпании в 1980 году

Авиакомпания под названием Air Djibouti-Red Sea Airlines была сформирована в 1971 году как результат слияния Air Somalie и Air Djibouti. В 1977, когда Джибути получила независимость, правительство начало активно участвовать в продвижении авиакомпании и повысило процент участия до 62,5 %. У Air France были 32,29 % и банки с частными инвесторами держали баланс. В июле 1980 года, авиакомпания состояла из 210 сотрудников и флота из двух самолётов Twin Otter. В это время, совместно со службой на родине, авиакомпания отправляла рейсы в Аден, Ходейду и Таиз; совместные рейсы с Air France состояли из рейсов в Аддис-Абебу, Каир и Джидду. К марту 1990 года, с флотом из двух Douglas DC-9 и двух Twin Otter, авиакомпания совершала домашние рейсы в Обок и Таджуру и иностранные рейсы в Абу-Даби, Аден, Аддис-Абебу, Каир, Дыре-Дауа, Харгейсу, Джидду, Найроби, Париж, Рим и Сану. Президентом компании был Аден Роблех Авалех, который нанял 229 сотрудников. Компания завершила свои операции в 1991 году. В 1997 году, авиакомпания снова была основана и в 1998 году она начала свои операции, используя Airbus A310-200 на 194 мест, взятый у Kuwait Airways. В марте 2000 года, A310 летала в Аддис-Абебу, Асмэру, Каир, Дар-эс-Салам, Дубай, Джидду, Йоханнесбург, Карачи, Хартум, Могадишо, Маскат, Найроби, Рим и Таиз. Компания снова закрылась в 2002 году.

### Перезапуск
Air Djibouti снова начала свою службу в конце 2015 и в 2016 годах с председателем в качестве Абубакера Омара Хади, и генеральным директором в виде Марио Фульгони. Компания также поддерживалась Cardiff Aviation, валлийской авиакомпанией. В конце 2015 года, Air Djibouti снова начала полёты, но только грузовые, на Boeing 737. Желание правительства сделать Джибути транспортным хабом для логистики и коммерции в Восточной Африке стали причиной перерождения компании. 16 августа 2016 года авиакомпания начала региональные рейсы на Boeing 737-400 и собиралась внести в авиакомпанию два самолёта British Aerospace 146—300 до конца 2016 года.

## Точки назначения
| Страна              | Точки назначения                                |
| ------------------- | ----------------------------------------------- |
| Джибути             | Джибути—Амбули                                  |
| Эфиопия             | Аэропорт Боле (Аддис-Абеба), Аэропорт Дыре-Дауа |
| Сомалиленд / Сомали | Аэропорт Харгейсы, Аэропорт Берберы             |
| Йемен               | Аэропорт Адена                                  |

## Флот
На апрель 2016 года, флот Air Djibouti состоит из следующих летательных аппаратов:
| Самолёт          | Количество | Заказано | Места      | Примечания                   |
| ---------------- | ---------- | -------- | ---------- | ---------------------------- |
| Boeing 737-300   | 1          | —        | 167        | Арендован у Cardiff Aviation |
| Boeing 767-200ER | —          | 1        | неизвестно |                              |
| Всего            | 1          | 1        |            |                              |

### Бывшие самолёты и вертолёты
В 1960-х, авиакомпания имела несколько Douglas DC-3, а также самолёты Beechcraft Model 18 и Beechcraft Musketeer. В начале 1970-х, у компании также имелся и Douglas DC-6; два самолёта Beechcraft были заменены на вертолёт Bell 206 JetRanger и Piper PA-32 Cherokee Six.
Перед тем, когда компания была закрыта в 2002 году, имелся один самолёт Airbus A310 и 5 самолётов Boeing 737-200.

## Аварии и инциденты
- 23 июля 1969 года, самолёт Douglas C-47 проехал по воде 17 км во время аварийной посадки на воду, после столкновения со стаей журавлей. Самолёт выполнял домашний рейс из аэропорта Таджуры в аэропорт Джибути—Амбули. Все четыре пассажира выжили.
- 17 октября 1977, двое вооруженных людей зашли в самолёт de Havilland Canada DHC-6 Twin Otter в аэропорту Таджуры незадолго до запланированного взлета, и застрелили одного из пассажиров и пилота.
- 17 августа 1986, двое истребителей из Южного Йемена перехватили джибутийский Boeing 737-200, заставив его сесть в аэропорту Адена. Уже в аэропорту военные разграбили самолёт, и это стало причиной для разрыва отношений между Джибути и Южным Йеменом.